# Draba subcapitata
Draba subcapitata là một loài thực vật có hoa trong họ Cải. Loài này được Simmons mô tả khoa học đầu tiên năm 1906.